# Minster Lovell
Minster Lovell is een civil parish in het bestuurlijke gebied West Oxfordshire, in het Engelse graafschap Oxfordshire met 1409 inwoners.

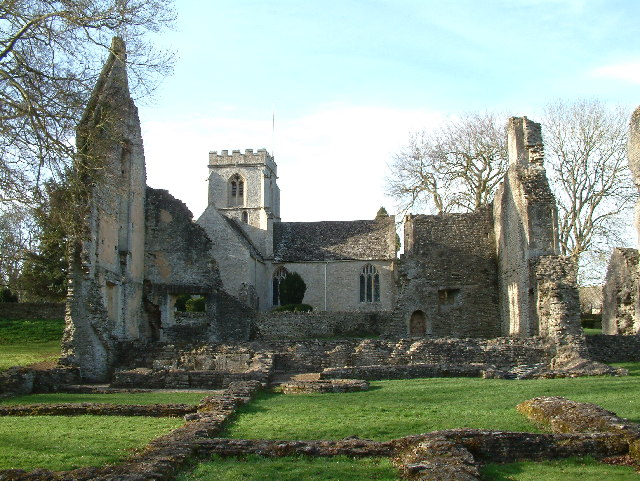
Ruïne, met op de achtergrond de kerk van Minster Lovell